# Kanton Lourdes-Est
Lourdes-Est is een voormalig kanton van het Franse departement Hautes-Pyrénées. Het kanton maakte deel uit van het arrondissement Argelès-Gazost. Het werd opgeheven bij decreet van 25 februari 2014, met uitwerking op 22 maart 2015. Alle gemeenten werden opgenomen in het nieuwe kanton Lourdes-2

## Gemeenten
Het kanton Lourdes-Est omvatte de volgende gemeenten:
- Les Angles
- Arcizac-ez-Angles
- Arrayou-Lahitte
- Arrodets-ez-Angles
- Artigues
- Berbérust-Lias
- Bourréac
- Cheust
- Escoubès-Pouts
- Gazost
- Ger
- Germs-sur-l'Oussouet
- Geu
- Gez-ez-Angles
- Jarret
- Julos
- Juncalas
- Lézignan
- Lourdes (deels, hoofdplaats)
- Lugagnan
- Ossun-ez-Angles
- Ourdis-Cotdoussan
- Ourdon
- Ousté
- Paréac
- Saint-Créac
- Sère-Lanso